# Petersweiher

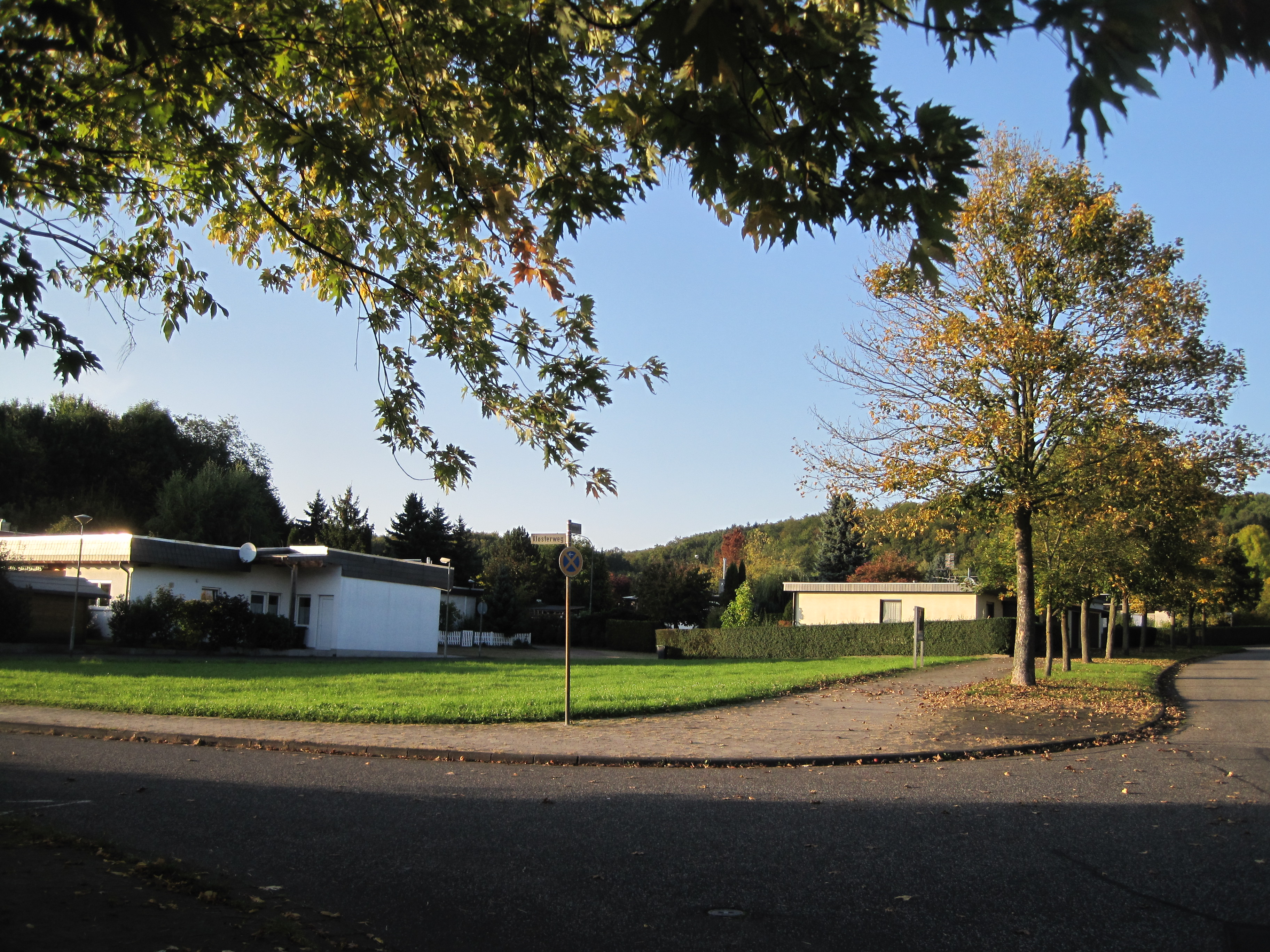
Petersweiher

Petersweiher ist eine Siedlung der Universitätsstadt Gießen. Der eigenständige Ort ist rechtlich gesehen kein eigener Stadtteil, sondern gehört zur Kernstadt.

## Lage und Entstehung
Petersweiher liegt etwa fünf Kilometer südöstlich von Gießen in der 702,3 ha großen Gemarkung Schiffenberg, die überwiegend bewaldet ist (553 ha in dieser Gemarkung sind Waldflächen und machen den Gießener Stadtwald aus). Petersweiher selbst umfasst weniger als 40 ha Fläche. Erst nach einem Landtausch zwischen dem Land Hessen und der Stadt Gießen 1973, bei dem der Schiffenberg in den Besitz der Stadt übergeht, wird die Errichtung dieser Siedlung möglich. Die Gemarkung Schiffenberg wurde zwar schon im Jahre 1939 der Stadt angegliedert, verblieb aber im Besitz des Landes. Der in den 1970er-Jahren geschaffene Ort Petersweiher liegt direkt am Fuße des Schiffenbergs. An der Südseite grenzt Petersweiher direkt an den Pohlheimer Stadtteil Watzenborn-Steinberg. Seinen Namen hat er von dem gleichnamigen Weiher, der sich am Rande des Ortes befindet.
Petersweiher ist ein reines Wohngebiet, in dem es meist freistehende Einfamilienhäuser und Bungalows gibt, jedoch finden sich auch einzelne Mehrfamilienhäuser und Reihenhäuser. Hier wohnen viele Lehrer, Akademiker, Ärzte und andere Personen des gehobenen Mittelstandes. Insgesamt gab es zum 31. Dezember 2001 206 bewohnte Gebäude in dieser Siedlung.
Die Straßennamen haben einen Bezug zur direkten Umgebung:
Nonnenweg und Klosterweg erinnern an ein nicht mehr existentes Kloster, das westlich von Petersweiher lag. Lausköppel, Häuser Born, Sommerberg und Hofacker sind Namen der umliegenden Flurstücke, Forsthausweg und Baumgarten stammen vom nördlich der Landstraße gelegenen Forsthaus Baumgarten. Die Pohlheimer Straße führt nach Pohlheim und die Straße Petersweiher führt zum gleichnamigen Weiher.

## Bevölkerung
Die Siedlung hatte Ende 2001 674 Einwohner. Hiervon waren 327 männlich und 347 weiblich, es gab 31 EU-Ausländer. Der Anteil der Bewohner unter 18 Jahre betrug im Jahre 2001 10,4 %, der Anteil der über 65-Jährigen lag bei 17,4 %

## Infrastruktur und Verkehr

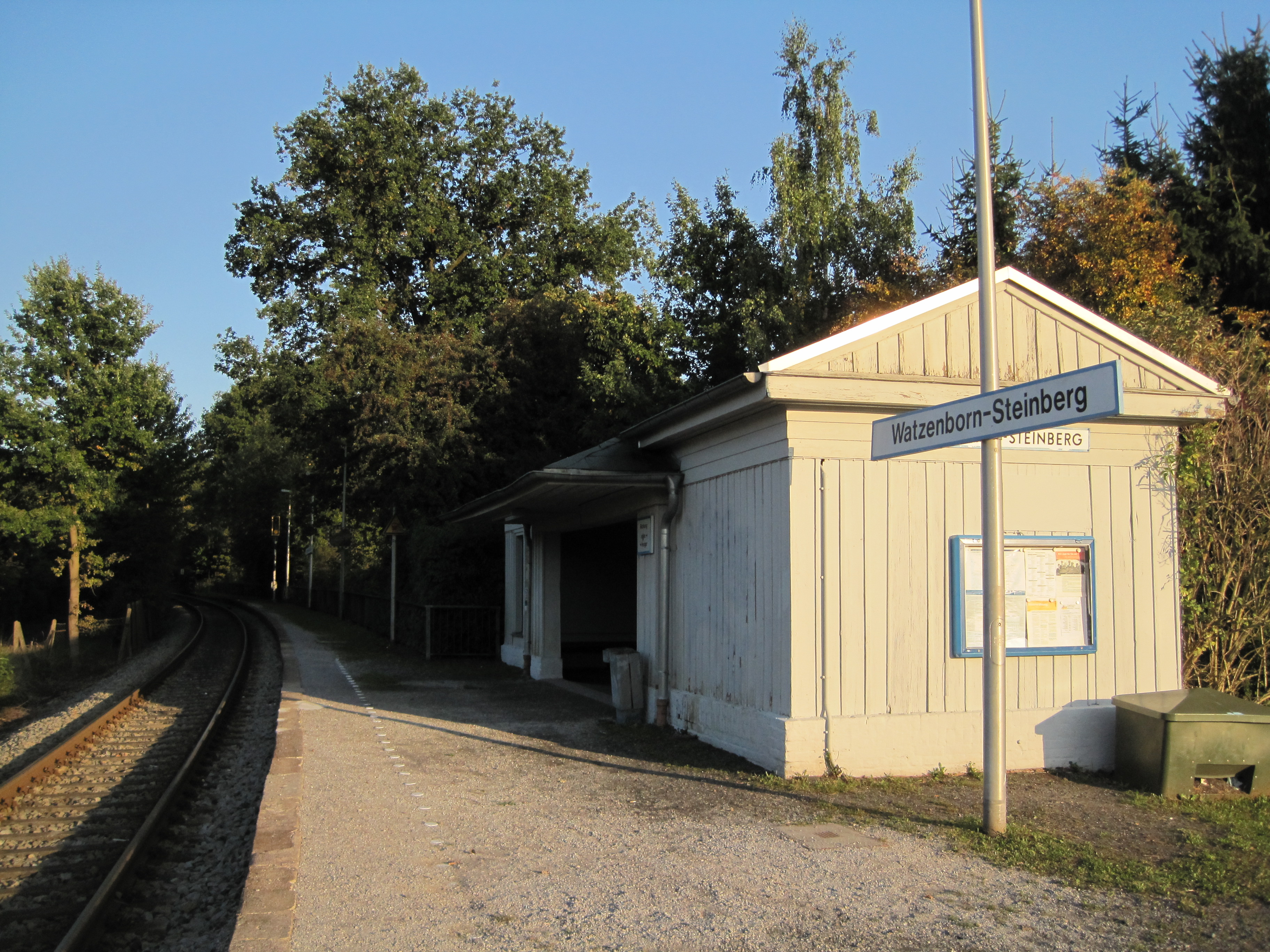
Haltepunkt Watzenborn-Steinberg

In der Siedlung Petersweiher gibt es außer den ÖPNV-Haltestellen keine öffentliche Infrastruktur, wie z. B. Kindergärten, Schulen oder Einkaufsmöglichkeiten. Hierfür müssen die Einwohner etwa in die benachbarten Pohlheimer Stadtteile Watzenborn-Steinberg oder Hausen oder nach Gießen fahren. Petersweiher und Watzenborn-Steinberg sind nur durch die Gleise der Bahnstrecke Gießen–Lich–Nidda–Gelnhausen (Lahn-Kinzig-Bahn) getrennt. Mit Watzenborn-Steinberg teilt sich Petersweiher den Bahnhaltepunkt Watzenborn-Steinberg, der aber noch auf Gießener Gebiet liegt. Dieser Haltepunkt hieß bis zur Umbenennung im Jahre 1954 Schiffenberg. Regionalbusse der Regionalverkehr Kurhessen (RKH) und die Züge der Hessischen Landesbahn verbinden Petersweiher mit Gießen.